# Coupe ibérique de rugby à XV
La Coupe ibérique de rugby à XV ou en anglais : Iberian Rugby Cup — nom officiellement reconnu par la FIRA-AER, mais également et originellement appelée Copa Ibérica de Rugby par les Espagnols, et Taça Iberica par les Portugais — est une compétition de rugby à XV disputée tous les ans entre des clubs de la Fédération espagnole de rugby à XV et de la Fédération portugaise de rugby à XV.

## Historique
La première édition a lieu en 1965. Entre 1965 et 1971, elle est disputée par deux clubs de chaque pays : le vainqueur et le dauphin de chaque championnat national, dans un petit championnat. La compétition est interrompue jusqu'en 1983, où elle réapparaît avec un nouveau format qui voit s'affronter en match unique le champion de chaque championnat. Alors qu'après l'édition de 2008, la compétition est de nouveau interrompue — principalement pour des problèmes de budget — tous les acteurs de la compétition se réunissent un an plus tard pour négocier son retour avec une nouvelle formule. Celle-ci prévoit notamment de faire s'affronter quatre clubs de chaque championnat (les quatre premiers de leur championnat respectif) dans une phase de groupe (4 équipes — 2 espagnoles et 2 portugaises — dans chacun des deux groupes) suivie d'une finale entre le premier de chaque groupe,. Elle est finalement abandonnée et la compétition ne reprend qu'en janvier 2013, sous sa formule précédente à savoir un match unique entre le champion espagnol et le champion portugais de la saison 2011-2012.

## Palmarès
| Édition | Saison  | Ville organisatrice   | Champion                     | Résultat | Finaliste                |
| ------- | ------- | --------------------- | ---------------------------- | -------- | ------------------------ |
| 01re    | 1965    | Madrid                | Real Canoe NC                | 12 - 9,  | CDU Lisboa               |
| 02e     | 1966    | Lisbonne              | CD Universitari de Barcelona | 14 - 0,  | FC Barcelona             |
| 03e     | 1967    | Barcelone             | Real Canoe NC                | 11 -3,   | CDU Lisboa               |
| 04e     | 1968    | Coimbra               | CR Cisneros                  | 10 - 5,  | CDU Lisboa               |
| 05e     | 1969    | San Sebastián         | Atletiko San Sebastian (es)  | 3-3,     | CDU Lisboa               |
| 06e     | 1970    | Lisbonne              | FC Barcelona                 | 12 - 8,  | CR Cisneros              |
| 07e     | 1971    | Madrid                | SL Benfica                   | 13 - 3,  | Real Canoe NC            |
| 08e     | 1983-84 | Valence               | CDU Lisboa                   | 13 – 3,  | RC Valencia (es)         |
| 09e     | 1984-85 | Lisbonne              | CDU Lisboa                   | 32 – 9,  | UE Santboiana            |
| 10e     | 1985-86 | Madrid                | CR Cisneros                  | 13 – 10, | CDU Lisboa               |
| 11e     | 1986-87 | Lisbonne              | SL Benfica                   | 21 – 16, | CD Arquitectura (es)     |
| 12e     | 1987-88 | Sant Boi de Llobregat | UE Santboiana                | 23 – 16, | GDS Cascais              |
| 13e     | 1988-89 | Lisbonne              | SL Benfica                   | 25 – 4,  | CD Arquitectura          |
| 14e     | 1989-90 | Sant Boi de Llobregat | UE Santboiana                | 13 – 6,  | CDU Lisboa               |
| 15e     | 1990-91 | Lisbonne              | CD Arquitectura              | 25 – 16, | CDU Lisboa               |
| 16e     | 1991-92 | Valladolid            | CD El Salvador               | 13 – 0,  | SL Benfica               |
| 17e     | 1992-93 | Cascais               | GDS Cascais                  | 12 – 11, | Ciencias RC              |
| 18e     | 1993-94 | Guecho                | GDS Cascais                  | 21 – 19, | Getxo RT                 |
| 19e     | 1994-95 | Cascais               | Ciencias RC                  | 31 – 14, | GDS Cascais              |
| 20e     | 1995-96 | Madrid                | CD Arquitectura              | 18 – 16, | GDS Cascais              |
| 21e     | 1996-97 | Lisbonne              | GDS Cascais                  | 14 – 9,  | UE Santboiana            |
| 22e     | 1997-98 | Sant Boi de Llobregat | AA Coimbra                   | 15 – 8,  | UE Santboiana            |
| 23e     | 1998-99 | Lisbonne              | Dulciora El Salvador         | 29 – 15, | AEIS Tecnico             |
| 24e     | 1999-00 | Valladolid            | GD Direito                   | 20 – 16, | VRAC Quesos Entrepinares |
| 25e     | 2000-01 | Lisbonne              | UCM Canoe                    | 26 – 11, | GD Direito               |
| 26e     | 2001-02 | Valladolid            | SL Benfica                   | 19 – 16, | VRAC Quesos Entrepinares |
| 27e     | 2002-03 | Lisbonne              | GD Direito                   | 24 – 18, | La Moraleja Alcobendas   |
| 28e     | 2003-04 | Valladolid            | Cetransa UEMC El Salvador    | 40 – 34, | CF Os Belenenses         |
| 29e     | 2004-05 | Coimbra               | Cetransa UEMC El Salvador    | 32 – 0,  | AA Coimbra               |
| 30e     | 2005-06 | Sant Boi de Llobregat | UE Santboiana                | 22 – 16  | GD Direito               |
| 31e     | 2006-07 | Lisbonne              | UE Santboiana                | 26 – 20, | GD Direito               |
| 32e     | 2007-08 | Lisbonne              | Agronomia Rugby              | 26 – 18, | GD Direito               |
| 33e     | 2012    | Valladolid            | CDU Lisboa                   | 24 – 13, | VRAC Quesos Entrepinares |
| 34e     | 2013    | Lisbonne              | GD Direito                   | 41 – 11  | VRAC Quesos Entrepinares |
| 35e     | 2014    | Valladolid            | VRAC Quesos Entrepinares     | 32 – 8   | CDU Lisboa               |
| 36e     | 2015    | Lisbonne              | GD Direito                   | 22 – 12  | VRAC Quesos Entrepinares |
| 37e     | 2016    | Valladolid            | SilverStorm El Salvador      | 27 - 22  | GD Direito               |
| 38e     | 2017    | Valladolid            | VRAC Quesos Entrepinares     | 27 - 13  | CDU Lisboa               |
| 39e     | 2018    | Valladolid            | VRAC Quesos Entrepinares     | 34 - 25  | CF Os Belenenses         |
| 40e     | 2019    | Lisbonne              | VRAC Quesos Entrepinares     | 28 - 27  | AEIS Agronomia           |
| 41e     | 2020    | Valladolid            | VRAC Quesos Entrepinares     | 19 - 13  | CF Os Belenenses         |
| 41e     | 2022    | Lisbonne              | VRAC Quesos Entrepinares     | 44 - 8   | AEIS Tecnico             |

## Bilan

### Titres par club
| Club                            | Titre(s) | Années                             |
| ------------------------------- | -------- | ---------------------------------- |
| VRAC Quesos Entrepinares        | 6        | 2014, 2017, 2018, 2019, 2020, 2022 |
| El Salvador Rugby               | 5        | 1992, 1999, 2004, 2005, 2016       |
| S.L. Benfica                    | 4        | 1971, 1987, 1989, 2002             |
| UE Santboiana                   | -        | 1988, 1990, 2006, 2007             |
| Grupo Desportivo Direito        | -        | 2000, 2003, 2013, 2015             |
| G.D.S. Cascais                  | 3        | 1993, 1994, 1997                   |
| Real Canoe                      | -        | 1965, 1967, 2001                   |
| C.D.U. Lisboa                   | -        | 1984, 1985, 2012                   |
| CR Cisneros                     | 2        | 1968, 1986                         |
| CD Arquitectura                 | -        | 1991, 1996                         |
| CDU Barcelona                   | 1        | 1966                               |
| Club Atlético San Sebastián     | -        | 1969                               |
| FC Barcelone                    | -        | 1970                               |
| Ciencias RC                     | -        | 1995                               |
| Associação Académica de Coimbra | -        | 1998                               |
| Agronomia Rugby                 | -        | 2008                               |

### Titres par nation
| Fédération | Nombre de titres |
| ---------- | ---------------- |
| Espagne    | 26               |
| Portugal   | 16               |